# Brachythecium afroglareosum
Brachythecium afroglareosum là một loài Rêu trong họ Brachytheciaceae. Loài này được (Broth.) Paris mô tả khoa học đầu tiên năm 1900.